# Jurij Aleksandrov
Jurij Vasil'evič Aleksandrov (in russo Юрий Васильевич Александров?; Kamensk-Ural'skij, 13 settembre 1963 – 2 gennaio 2013) è stato un pugile sovietico, dal 1991 russo.

## Palmarès

### Mondiali dilettanti
- 1 medaglia:
  - 1 oro (Monaco di Baviera 1982 nei pesi mosca)

### Europei dilettanti
- 1 medaglia:
  - 1 oro (Varna 1983 nei pesi gallo)